# Temporada 2020-21 de Los Angeles Lakers
La temporada 2020-21 de Los Angeles Lakers fue la 74.ª desde su fundación, su 73.ª temporada de forma ininterrumpida en la NBA, de cuyo último curso es el vigente campeón, y la 61.ª en su localización de Los Ángeles.

## Draft
| Ronda | Pick | Jugador         | Posición | Nacionalidad   | Universidad / Club |
| ----- | ---- | --------------- | -------- | -------------- | ------------------ |
| 1     | 28   | Jaden McDaniels | AP       | Estados Unidos | Washington         |

## Resumen de la competición
| Temporada regular |  | 72 | 42 | 30 | 25-17 | 21-15 | 21-15 | Jornada 1 | 7.º | 22 de diciembre de 2020 | 16 de mayo de 2021 |

| Temporada regular |  | 72 | 42 | 30 | 7887 | 7686 | +201 | Jornada 1     | 7.º           | 22 de diciembre de 2020 | 16 de mayo de 2021 |
| Play-In           |  | 1  | 1  | 0  | 103  | 100  | +3   | Partido 1     | Clasificado   | 19 de mayo de 2021      | 19 de mayo de 2021 |
| Playoffs          |  | 6  | 2  | 4  | 585  | 624  | -39  | Primera ronda | Primera ronda | 23 de mayo de 2021      | 3 de junio de 2021 |
| Total             |  | 79 | 45 | 34 | 8575 | 8410 | +165 | 0 títulos     | 0 títulos     | 22 de diciembre de 2020 | 3 de junio de 2021 |

### Pretemporada
| 11 de diciembre de 2020 Pretemporada | Los Angeles Clippers                                                 | 81–87                | Los Angeles Lakers                               | Los Ángeles                                                                                               |  |
|                                      | Parciales: 22–25, 24–18, 15–16, 20–28                                |                      |                                                  | |  |
|                                      | Estadísticas George 10 Zubac 10 Leonard, Beverley, Kennard, Bowman 2 | Reporte Pts Reb Asts | Estadísticas 19 Horton-Tucker 12 Harrell 5 Kuzma | Pabellón: Staples Center Asistencia: 0 espectadores Árbitros: James Williams Derek Richardson John Butler |  |

| 13 de diciembre de 2020 Pretemporada | Los Angeles Clippers                    | 106–131              | Los Angeles Lakers                              | Los Ángeles                                                                                               |  |
|                                      | Parciales: 29–39, 34–31, 23–33, 20–28   |                      |                                                 | |  |
|                                      | Estadísticas Williams 12 Zubac 6 Mann 5 | Reporte Pts Reb Asts | Estadísticas 33 Horton-Tucker 11 Harrell 7 Cook | Pabellón: Staples Center Asistencia: 0 espectadores Árbitros: James Williams Derek Richardson John Butler |  |

| 16 de diciembre de 2020 Pretemporada | Los Angeles Lakers                    | 112–107              | Phoenix Suns                         | Phoenix                                                                                               |  |
|                                      | Parciales: 21–25, 32–19, 16–39, 43–24 |                      |                                      | |  |
|                                      | Estadísticas Kuzma 23 Gasol 8 Cook 4  | Reporte Pts Reb Asts | Estadísticas 21 Ayton 9 Ayton 8 Paul | Pabellón: Phoenix Suns Arena Asistencia: 0 espectadores Árbitros: Bill Kennedy Leon Wood Simone Jelks |  |

| 18 de diciembre de 2020 Pretemporada | Los Angeles Lakers                           | 114–113              | Phoenix Suns                            | Phoenix                                                                                                 |  |
|                                      | Parciales: 21–39, 35–30, 35–23, 23–21        |                      |                                         | |  |
|                                      | Estadísticas Davis 35 James 8 James, Gasol 4 | Reporte Pts Reb Asts | Estadísticas 27 Booker 8 Smith 6 Carter | Pabellón: Phoenix Suns Arena Asistencia: 0 espectadores Árbitros: Bill Kennedy Leon Wood Danielle Scott |  |

### NBA

#### Temporada regular
| 22 de diciembre de 2020 Jornada 1 | Los Angeles Clippers                                                   | 116–109              | Los Angeles Lakers                           | Los Ángeles                                                                                            |  |
|                                   | Parciales: 39–19, 17–35, 33–24, 27–31                                  |                      |                                              | |  |
|                                   | Estadísticas George 33 Batum, Ibaka, George, Beverley, Zubac 6 Batum 6 | Reporte Pts Reb Asts | Estadísticas 22 James 12 Schröder 8 Schröder | Pabellón: Staples Center Asistencia: 0 espectadores Árbitros: Kane Fitzgerald Michael Smith Eric Dalen |  |

| 25 de diciembre de 2020 Jornada 2 | Dallas Mavericks                         | 115–138              | Los Angeles Lakers                     | Los Ángeles                                                                                           |  |
|                                   | Parciales: 30–33, 27–36, 28–30, 30–39    |                      |                                        | |  |
|                                   | Estadísticas Dončić 27 Kleber 5 Dončić 7 | Reporte Pts Reb Asts | Estadísticas 28 Davis 9 Gasol 10 James | Pabellón: Staples Center Asistencia: 0 espectadores Árbitros: Scott Foster Kevin Cutler Brandon Adair |  |

| 27 de diciembre de 2020 Jornada 3 | Minnesota Timberwolves                                   | 91–127               | Los Angeles Lakers                    | Los Ángeles                                                                                          |  |
|                                   | Parciales: 23–40, 22–27, 22–36, 24–24                    |                      |                                       | |  |
|                                   | Estadísticas Edwards 15 Vanderbilt, Davis 7 Vanderbilt 6 | Reporte Pts Reb Asts | Estadísticas 20 Kuzma 9 James 8 Gasol | Pabellón: Staples Center Asistencia: 0 espectadores Árbitros: Scott Foster Kevin Cutler Mousa Dagher |  |

| 28 de diciembre de 2020 Jornada 4 | Portland Trail Blazers                        | 115–107              | Los Angeles Lakers                     | Los Ángeles                                                                                         |  |
|                                   | Parciales: 22–30, 36–24, 26–31, 31–22         |                      |                                        | |  |
|                                   | Estadísticas Lillard 31 Kanter 14 McCollum 11 | Reporte Pts Reb Asts | Estadísticas 29 James 10 Davis 6 James | Pabellón: Staples Center Asistencia: 0 espectadores Árbitros: Marc Davis Derrick Collins Nate Green |  |

| 30 de diciembre de 2020 Jornada 5 | Los Angeles Lakers                      | 121–107              | San Antonio Spurs                               | San Antonio                                                                                         |  |
|                                   | Parciales: 35–27, 28–26, 29–29, 29–25   |                      |                                                 | |  |
|                                   | Estadísticas James 26 Harrell 9 James 8 | Reporte Pts Reb Asts | Estadísticas 29 Murray 7 Pöltl, Murray 7 Murray | Pabellón: AT&T Center Asistencia: 0 espectadores Árbitros: Tony Brown Curtis Blair Derek Richardson |  |

| 1 de enero de 2021 Jornada 6 | Los Angeles Lakers                                      | 109–103              | San Antonio Spurs                            | San Antonio                                                                                          |  |
|                              | Parciales: 25–31, 33–26, 23–28, 28–18                   |                      |                                              | |  |
|                              | Estadísticas Davis 34 James, Davis, Harrell 11 James 10 | Reporte Pts Reb Asts | Estadísticas 26 Johnson 10 Johnson 7 DeRozan | Pabellón: AT&T Center Asistencia: 0 espectadores Árbitros: John Goble Brandon Adair Leroy Richardson |  |

| 3 de enero de 2021 Jornada 7 | Los Angeles Lakers                     | 108–94               | Memphis Grizzlies                                | Memphis                                                                                         |  |
|                              | Parciales: 25–36, 31–18, 21–21, 31–19  |                      |                                                  |                                                                                                 |  |
|                              | Estadísticas James 22 James 13 James 8 | Reporte Pts Reb Asts | Estadísticas 18 Anderson 10 Valančiūnas 5 Brooks | Pabellón: FedExForum Asistencia: 0 espectadores Árbitros: Brian Forte JB DeRosa Lauren Holtkamp |  |

| 5 de enero de 2021 Jornada 8 | Los Angeles Lakers                            | 94–92                | Memphis Grizzlies                                                 | Memphis                                                                                               |  |
|                              | Parciales: 19–24, 26–25, 22–19, 27–24         |                      |                                                                   | |  |
|                              | Estadísticas Davis, James 26 James 12 James 7 | Reporte Pts Reb Asts | Estadísticas 13 Valančiūnas, Brooks, Dieng 11 Valančiūnas 8 Jones | Pabellón: FedExForum Asistencia: 0 espectadores Árbitros: Tony Brothers Jacyn Goble Jonathan Sterling |  |

| 7 de enero de 2021 Jornada 9 | San Antonio Spurs                           | 118–109              | Los Angeles Lakers                             | Los Ángeles                                                                                           |  |
|                              | Parciales: 34–26, 31–30, 26–33, 27–20       |                      |                                                | |  |
|                              | Estadísticas Aldridge 28 Murray 8 DeRozan 8 | Reporte Pts Reb Asts | Estadísticas 27 James 10 Davis, Kuzma 12 James | Pabellón: Staples Center Asistencia: 0 espectadores Árbitros: Zach Barba Michael Smith Danielle Scott |  |

| 8 de enero de 2021 Jornada 10 | Chicago Bulls                              | 115–117              | Los Angeles Lakers                       | Los Ángeles                                                                                       |  |
|                               | Parciales: 34–26, 31–30, 26–33, 27–20      |                      |                                          |                                                                                                   |  |
|                               | Estadísticas LaVine 38 Williams 8 LaVine 6 | Reporte Pts Reb Asts | Estadísticas 28 James 14 Harrell 7 James | Pabellón: Staples Center Asistencia: 0 espectadores Árbitros: Zach Barba Karl Lane Danielle Scott |  |

| 10 de enero de 2021 Jornada 11 | Los Angeles Lakers                                | 120–102              | Houston Rockets                       | Houston                                                                                              |  |
|                                | Parciales: 25–21, 40–25, 23–29, 32–27             |                      |                                       | |  |
|                                | Estadísticas Davis 27 Harrell 8 James, Schröder 7 | Reporte Pts Reb Asts | Estadísticas 23 Wood 10 Wall 9 Harden | Pabellón: Toyota Center Asistencia: 3 327 espectadores Árbitros: Rodney Mott Brian Forte John Conley |  |

| 12 de enero de 2021 Jornada 12 | Los Angeles Lakers                            | 117–100              | Houston Rockets                          | Houston                                                                                                |  |
|                                | Parciales: 35–14, 36–34, 26–23, 20–29         |                      |                                          | |  |
|                                | Estadísticas James 26 Kuzma 11 James, Gasol 5 | Reporte Pts Reb Asts | Estadísticas 18 Wood 10 Cousins 6 Harden | Pabellón: Toyota Center Asistencia: 3 221 espectadores Árbitros: Rodney Mott Ben Taylor Danielle Scott |  |

| 13 de enero de 2021 Jornada 13 | Los Angeles Lakers                            | 128–99               | Oklahoma City Thunder                                               | Oklahoma City                                                                                                 |  |
|                                | Parciales: 30–21, 28–25, 35–25, 35–28         |                      |                                                                     | |  |
|                                | Estadísticas James 26 Davis, Morris 7 James 7 | Reporte Pts Reb Asts | Estadísticas 17 Gilgeous-Alexander 9 Roby 4 Roby, Maledon, Williams | Pabellón: Chesapeake Energy Arena Asistencia: 0 espectadores Árbitros: Curtis Blair Nick Buchert Brett Nansel |  |

| 15 de enero de 2021 Jornada 14 | New Orleans Pelicans                              | 95–112               | Los Angeles Lakers                      | Los Ángeles                                                                                        |  |
|                                | Parciales: 28–20, 30–37, 16–27, 21–28             |                      |                                         | |  |
|                                | Estadísticas Williamson 21 Williamson 12 Ingram 5 | Reporte Pts Reb Asts | Estadísticas 21 James 13 Kuzma 11 James | Pabellón: Staples Center Asistencia: 0 espectadores Árbitros: David Guthrie Tyler Ford Jacyn Goble |  |

| 18 de enero de 2021 Jornada 15 | Golden State Warriors                 | 115–113              | Los Angeles Lakers                        | Los Ángeles                                                                                              |  |
|                                | Parciales: 22–34, 26–30, 33–28, 34–21 |                      |                                           | |  |
|                                | Estadísticas Curry 26 Green 8 Green 9 | Reporte Pts Reb Asts | Estadísticas 25 Schröder 17 Davis 7 Davis | Pabellón: Staples Center Asistencia: 0 espectadores Árbitros: Josh Tiven Gediminas Petraitis Jacyn Goble |  |

| 21 de enero de 2021 Jornada 16 | Los Angeles Lakers                    | 113–106              | Milwaukee Bucks                                                           | Milwaukee                                                                                          |  |
|                                | Parciales: 29–33, 34–24, 23–24, 27–25 |                      |                                                                           | |  |
|                                | Estadísticas James 34 Davis 9 James 8 | Reporte Pts Reb Asts | Estadísticas 25 G. Antetokounmpo 12 G. Antetokounmpo 7 Middleton, Holiday | Pabellón: Fiserv Forum Asistencia: 0 espectadores Árbitros: Scott Foster James Williams Eric Dalen |  |

| 23 de enero de 2021 Jornada 17 | Los Angeles Lakers                     | 101–90               | Chicago Bulls                                    | Chicago                                                                                             |  |
|                                | Parciales: 29–17, 34–16, 20–33, 18–24  |                      |                                                  | |  |
|                                | Estadísticas Davis 37 James 11 James 6 | Reporte Pts Reb Asts | Estadísticas 21 LaVine 10 LaVine 4 LaVine, White | Pabellón: United Center Asistencia: 0 espectadores Árbitros: Rodney Mott Brent Barnaky Simone Jelks |  |

| 25 de enero de 2021 Jornada 18 | Los Angeles Lakers                     | 115–108              | Cleveland Cavaliers                           | Cleveland                                                                                                  |  |
|                                | Parciales: 34–23, 31–35, 22–31, 28–19  |                      |                                               | |  |
|                                | Estadísticas James 46 Davis 10 James 6 | Reporte Pts Reb Asts | Estadísticas 25 Drummond 17 Drummond 6 Sexton | Pabellón: Rocket Mortgage FieldHouse Asistencia: 0 espectadores Árbitros: Tre Maddox Tyler Ford Matt Myers |  |

| 27 de enero de 2021 Jornada 19 | Los Angeles Lakers                    | 106–107              | Philadelphia 76ers                           | Filadelfia                                                                                                |  |
|                                | Parciales: 24–34, 27–21, 23–26, 32–26 |                      |                                              | |  |
|                                | Estadísticas James 34 Davis 8 James 7 | Reporte Pts Reb Asts | Estadísticas 28 Embiid 11 Simmons 10 Simmons | Pabellón: Wells Fargo Center Asistencia: 0 espectadores Árbitros: David Guthrie Mitchell Ervin Ray Acosta |  |

| 28 de enero de 2021 Jornada 20 | Los Angeles Lakers                             | 92–107               | Detroit Pistons                                             | Detroit                                                                                                  |  |
|                                | Parciales: 31–34, 27–22, 20–26, 14–25          |                      |                                                             | |  |
|                                | Estadísticas James, Kuzma 22 Kuzma 10 James 10 | Reporte Pts Reb Asts | Estadísticas 23 Griffin 10 Plumlee 6 Grant, Griffin, Wright | Pabellón: Little Caesars Arena Asistencia: 0 espectadores Árbitros: Brian Forte Eric Dalen Robert Hussey |  |

| 30 de enero de 2021 Jornada 21 | Los Angeles Lakers                               | 96–95                | Boston Celtics                        | Boston                                                                                           |  |
|                                | Parciales: 28–24, 24–25, 19–29, 25–17            |                      |                                       |                                                                                                  |  |
|                                | Estadísticas Davis 27 Davis 14 James, Schröder 7 | Reporte Pts Reb Asts | Estadísticas 30 Tatum 9 Tatum 7 Smart | Pabellón: TD Garden Asistencia: 0 espectadores Árbitros: Josh Tiven Brian Forte Jason Goldenberg |  |

| 1 de febrero de 2021 Jornada 22 | Los Angeles Lakers                    | 107–99               | Atlanta Hawks                            | Atlanta |  |
|                                 | Parciales: 28–25, 22–21, 25–30, 32–23 |                      |                                          | |  |
|                                 | Estadísticas Davis 25 James 7 James 9 | Reporte Pts Reb Asts | Estadísticas 25 Young 13 Capela 16 Young | Pabellón: State Farm Arena Asistencia: 1 341 espectadores Árbitros: David Guthrie Mitchell Ervin Mousa Dagher |  |

| 4 de febrero de 2021 Jornada 23 | Denver Nuggets                            | 93–114               | Los Angeles Lakers                      | Los Ángeles                                                                                    |  |
|                                 | Parciales: 30–27, 28–19, 17–37, 18–31     |                      |                                         |                                                                                                |  |
|                                 | Estadísticas Murray 20 Millsap 10 Jokić 6 | Reporte Pts Reb Asts | Estadísticas 27 James 10 James 10 James | Pabellón: Staples Center Asistencia: 0 espectadores Árbitros: Tony Brown Marat Kogut JB DeRosa |  |

| 6 de febrero de 2021 Jornada 24 | Detroit Pistons                                            | 129–135              | Los Angeles Lakers                       | Los Ángeles                                                                                            |  |
|                                 | Parciales: 29–27, 25–36, 24–25, 28–18 (T.E.: 12–12, 11–17) |                      |                                          | |  |
|                                 | Estadísticas Grant 32 Plumlee, Jackson 8 Wright 10         | Reporte Pts Reb Asts | Estadísticas 33 James 9 Harrell 11 James | Pabellón: Staples Center Asistencia: 0 espectadores Árbitros: Tony Brown Marat Kogut Jonathan Sterling |  |

| 8 de febrero de 2021 Jornada 25 | Oklahoma City Thunder                                              | 112–119              | Los Angeles Lakers                      | Los Ángeles                                                                                         |  |
|                                 | Parciales: 33–26, 27–30, 24–20, 26–34 (T.E.: 2–9)                  |                      |                                         | |  |
|                                 | Estadísticas Gilgeous-Alexander 29 Bazley 16 Gilgeous-Alexander 10 | Reporte Pts Reb Asts | Estadísticas 28 James 14 James 12 James | Pabellón: Staples Center Asistencia: 0 espectadores Árbitros: Kane Fitzgerald Scott Wall Matt Myers |  |

| 10 de febrero de 2021 Jornada 26 | Oklahoma City Thunder                             | 113–114              | Los Angeles Lakers                    | Los Ángeles                                                                                         |  |
|                                  | Parciales: 37–23, 30–34, 17–23, 21–25 (T.E.: 8–9) |                      |                                       | |  |
|                                  | Estadísticas Horford 25 Diallo 13 Horford 8       | Reporte Pts Reb Asts | Estadísticas 25 James 9 Kuzma 7 James | Pabellón: Staples Center Asistencia: 0 espectadores Árbitros: Kane Fitzgerald Scott Wall Matt Myers |  |

| 12 de febrero de 2021 Jornada 27 | Memphis Grizzlies                             | 105–115              | Los Angeles Lakers                                  | Los Ángeles                                                                                             |  |
|                                  | Parciales: 31–16, 28–30, 23–41, 23–28         |                      |                                                     | |  |
|                                  | Estadísticas Allen 23 Valančiūnas 8 Morant 10 | Reporte Pts Reb Asts | Estadísticas 35 Davis 9 Davis, James, Kuzma 8 James | Pabellón: Staples Center Asistencia: 0 espectadores Árbitros: Eric Lewis Dedric Taylor Leroy Richardson |  |

| 14 de febrero de 2021 Jornada 28 | Los Angeles Lakers                     | 105–122              | Denver Nuggets                           | Denver                                                                                           |  |
|                                  | Parciales: 33–33, 28–40, 24–30, 20–19  |                      |                                          |                                                                                                  |  |
|                                  | Estadísticas James 22 James 10 James 9 | Reporte Pts Reb Asts | Estadísticas 25 Murray 16 Jokić 10 Jokić | Pabellón: Ball Arena Asistencia: 0 espectadores Árbitros: James Williams Mark Ayotte Jacyn Goble |  |

| 16 de febrero de 2021 Jornada 29 | Los Angeles Lakers                     | 112–104              | Minnesota Timberwolves                        | Mineápolis                                                                                    |  |
|                                  | Parciales: 30–27, 27–29, 29–28, 26–20  |                      |                                               |                                                                                               |  |
|                                  | Estadísticas James 30 James 13 James 7 | Reporte Pts Reb Asts | Estadísticas 28 Edwards 13 Vanderbilt 8 Rubio | Pabellón: Target Center Asistencia: 0 espectadores Árbitros: Sean Corbin Scott Wall Andy Nagy |  |

| 18 de febrero de 2021 Jornada 30 | Brooklyn Nets                             | 109–98               | Los Angeles Lakers                    | Los Ángeles                                                                                      |  |
|                                  | Parciales: 31–24, 33–29, 26–21, 19–24     |                      |                                       |                                                                                                  |  |
|                                  | Estadísticas Harden 23 Jordan 8 Harden 11 | Reporte Pts Reb Asts | Estadísticas 32 James 9 Kuzma 7 James | Pabellón: Staples Center Asistencia: 0 espectadores Árbitros: John Goble Kevin Cutler Eric Dalen |  |

| 20 de febrero de 2021 Jornada 31 | Miami Heat                                          | 96–94                | Los Angeles Lakers                       | Los Ángeles                                                                                          |  |
|                                  | Parciales: 36–23, 23–29, 22–25, 15–17               |                      |                                          | |  |
|                                  | Estadísticas Nunn 27 Adebayo, Robinson 10 Adebayo 6 | Reporte Pts Reb Asts | Estadísticas 23 Kuzma 10 Harrell 9 James | Pabellón: Staples Center Asistencia: 0 espectadores Árbitros: James Capers James Williams Eric Dalen |  |

| 22 de febrero de 2021 Jornada 32 | Washington Wizards                                 | 127–124              | Los Angeles Lakers                      | Los Ángeles                                                                                                 |  |
|                                  | Parciales: 23–33, 26–30, 31–23, 35–29 (T.E.: 12–9) |                      |                                         | |  |
|                                  | Estadísticas Beal 33 Westbrook 14 Westbrook 9      | Reporte Pts Reb Asts | Estadísticas 31 James 11 Kuzma 13 James | Pabellón: Staples Center Asistencia: 0 espectadores Árbitros: James Capers Scott Twardoski Jason Goldenberg |  |

| 24 de febrero de 2021 Jornada 33 | Los Angeles Lakers                             | 89–114               | Utah Jazz                                                       | Salt Lake City                                                                                       |  |
|                                  | Parciales: 23–24, 24–39, 17–27, 25–24          |                      |                                                                 | |  |
|                                  | Estadísticas James 19 Morris 9 Horton-Tucker 5 | Reporte Pts Reb Asts | Estadísticas 18 Gobert, Clarkson 10 Mitchell 8 Mitchell, Conley | Pabellón: Vivint Arena Asistencia: 4 912 espectadores Árbitros: Rodney Mott Tyler Ford Brandon Adair |  |

| 26 de febrero de 2021 Jornada 34 | Portland Trail Blazers                      | 93–102               | Los Angeles Lakers                            | Los Ángeles                                                                                          |  |
|                                  | Parciales: 29–24, 28–30, 19–31, 17–17       |                      |                                               | |  |
|                                  | Estadísticas Lillard 35 Kanter 17 Lillard 7 | Reporte Pts Reb Asts | Estadísticas 28 James 11 James, Kuzma 7 James | Pabellón: Staples Center Asistencia: 0 espectadores Árbitros: Rodney Mott Tyler Ford Lauren Holtkamp |  |

| 28 de febrero de 2021 Jornada 35 | Golden State Warriors                      | 91–117               | Los Angeles Lakers                        | Los Ángeles                                                                                            |  |
|                                  | Parciales: 21–41, 23–32, 25–26, 22–18      |                      |                                           | |  |
|                                  | Estadísticas Paschall 18 Wiseman 8 Curry 7 | Reporte Pts Reb Asts | Estadísticas 19 James 11 Kuzma 6 Schröder | Pabellón: Staples Center Asistencia: 0 espectadores Árbitros: Sean Corbin Matt Boland Justin Van Duyne |  |

| 2 de marzo de 2021 Jornada 36 | Phoenix Suns                            | 114–104              | Los Angeles Lakers                                       | Los Ángeles                                                                                          |  |
|                               | Parciales: 29–21, 31–32, 26–30, 28–21   |                      |                                                          | |  |
|                               | Estadísticas Šarić 21 Bridges 6 Paul 10 | Reporte Pts Reb Asts | Estadísticas 38 James 6 Morris, Caruso 6 James, Schröder | Pabellón: Staples Center Asistencia: 0 espectadores Árbitros: Marc Davis Tyler Ford Justin Van Duyne |  |

| 3 de marzo de 2021 Jornada 37 | Los Angeles Lakers                           | 120–123              | Sacramento Kings                     | Sacramento                                                                                              |  |
|                               | Parciales: 31–23, 30–40, 27–24, 32–36        |                      |                                      | |  |
|                               | Estadísticas Schröder 28 Kuzma 13 Schröder 9 | Reporte Pts Reb Asts | Estadísticas 29 Hield 9 Holmes 8 Fox | Pabellón: Golden 1 Center Asistencia: 0 espectadores Árbitros: Curtis Blair Matt Boland Jenna Schroeder |  |

| 12 de marzo de 2021 Jornada 38 | Indiana Pacers                               | 100–105              | Los Angeles Lakers                      | Los Ángeles                                                                                              |  |
|                                | Parciales: 28–20, 26–26, 25–25, 21–34        |                      |                                         | |  |
|                                | Estadísticas Brogdon 29 Sabonis 14 Sabonis 8 | Reporte Pts Reb Asts | Estadísticas 24 Kuzma 13 Kuzma 10 James | Pabellón: Staples Center Asistencia: 0 espectadores Árbitros: Sean Wright Gediminas Petraitis Eric Dalen |  |

| 15 de marzo de 2021 Jornada 39 | Los Angeles Lakers                        | 128–97               | Golden State Warriors                   | San Francisco                                                                                      |  |
|                                | Parciales: 29–26, 36–24, 28–23, 35–24     |                      |                                         | |  |
|                                | Estadísticas Harrell 27 James 10 James 11 | Reporte Pts Reb Asts | Estadísticas 27 Curry 8 Wiseman 7 Green | Pabellón: Chase Center Asistencia: 0 espectadores Árbitros: Zach Zarba Ben Taylor Haywoode Workman |  |

| 16 de marzo de 2021 Jornada 40 | Minnesota Timberwolves                          | 121–137              | Los Angeles Lakers                               | Los Ángeles                                                                                        |  |
|                                | Parciales: 30–31, 40–40, 24–31, 27–35           |                      |                                                  | |  |
|                                | Estadísticas Towns, Edwards 29 Towns 6 Rubio 12 | Reporte Pts Reb Asts | Estadísticas 25 James, Harrell 12 James 12 James | Pabellón: Staples Center Asistencia: 0 espectadores Árbitros: Eric Lewis Dedric Taylor John Butler |  |

| 18 de marzo de 2021 Jornada 41 | Charlotte Hornets                                  | 105–116              | Los Angeles Lakers                          | Los Ángeles                                                                                           |  |
|                                | Parciales: 24–31, 21–29, 34–23, 26–33              |                      |                                             | |  |
|                                | Estadísticas Ball 26 Hayward, Bridges 9 Hayward 10 | Reporte Pts Reb Asts | Estadísticas 37 James 11 Harrell 7 Schröder | Pabellón: Staples Center Asistencia: 0 espectadores Árbitros: Josh Tiven Mark Ayotte Haywoode Workman |  |

| 20 de marzo de 2021 Jornada 42 | Atlanta Hawks                                       | 99–94                | Los Angeles Lakers                                                  | Los Ángeles                                                                                       |  |
|                                | Parciales: 28–25, 24–28, 22–12, 25–29               |                      |                                                                     |                                                                                                   |  |
|                                | Estadísticas Collins 27 Collins, Capela 16 Young 11 | Reporte Pts Reb Asts | Estadísticas 23 Harrell 11 Harrell 4 James, Schröder, Horton-Tucker | Pabellón: Staples Center Asistencia: 0 espectadores Árbitros: Josh Tiven Mark Ayotte Bennie Adams |  |

| 21 de marzo de 2021 Jornada 43 | Los Angeles Lakers                         | 94–111               | Phoenix Suns                                  | Phoenix |  |
|                                | Parciales: 26–31, 18–28, 32–29, 18–23      |                      |                                               | |  |
|                                | Estadísticas Harrell 23 Harrell 10 Kuzma 6 | Reporte Pts Reb Asts | Estadísticas 26 Ayton, Booker 10 Paul 13 Paul | Pabellón: Phoenix Suns Arena Asistencia: 3 190 espectadores Árbitros: Eric Lewis Tyler Ford Scott Twardoski |  |

| 23 de marzo de 2021 Jornada 44 | Los Angeles Lakers                                 | 111–128              | New Orleans Pelicans                   | Nueva Orleans |  |
|                                | Parciales: 29–32, 17–27, 30–43, 35–26              |                      |                                        | |  |
|                                | Estadísticas Harrell 18 Kuzma 10 Kuzma, Schröder 7 | Reporte Pts Reb Asts | Estadísticas 36 Ingram 15 Hart 6 Lewis | Pabellón: Smoothie King Center Asistencia: 3 700 espectadores Árbitros: Scott Foster Sean Corbin Lauren Holtkamp |  |

| 25 de marzo de 2021 Jornada 45 | Philadelphia 76ers                                   | 109–101              | Los Angeles Lakers                        | Los Ángeles                                                                                                  |  |
|                                | Parciales: 27–24, 27–30, 35–17, 20–30                |                      |                                           | |  |
|                                | Estadísticas Green 28 Simmons, Thybulle 7 Simmons 12 | Reporte Pts Reb Asts | Estadísticas 25 Kuzma 9 Kuzma 11 Schröder | Pabellón: Staples Center Asistencia: 0 espectadores Árbitros: Kane Fitzgerald Tom Washington Scott Twardoski |  |

| 26 de marzo de 2021 Jornada 46 | Cleveland Cavaliers                                    | 86–100               | Los Angeles Lakers                                   | Los Ángeles                                                                                                |  |
|                                | Parciales: 24–22, 27–22, 10–28, 25–28                  |                      |                                                      | |  |
|                                | Estadísticas Nance 17 Allen 11 Nance, Allen, Garland 5 | Reporte Pts Reb Asts | Estadísticas 24 Harrell 10 Harrell 7 Kuzma, Schröder | Pabellón: Staples Center Asistencia: 0 espectadores Árbitros: Kane Fitzgerald Scott Twardoski Mousa Dagher |  |

| 28 de marzo de 2021 Jornada 47 | Orlando Magic                                                                        | 93–96                | Los Angeles Lakers                                            | Los Ángeles                                                                                          |  |
|                                | Parciales: 21–22, 18–22, 30–25, 24–27                                                |                      |                                                               | |  |
|                                | Estadísticas Bacon 26 Bacon, Carter 8 Okeke, Birch, Carter-Williams, Randle, Bamba 3 | Reporte Pts Reb Asts | Estadísticas 24 Schröder 11 Kuzma, Morris, Harrell 6 Schröder | Pabellón: Staples Center Asistencia: 0 espectadores Árbitros: Tre Maddox Tyler Ford Jason Goldenberg |  |

| 31 de marzo de 2021 Jornada 48 | Milwaukee Bucks                                         | 112–97               | Los Angeles Lakers                         | Los Ángeles                                                                                             |  |
|                                | Parciales: 24–30, 33–19, 32–26, 23–22                   |                      |                                            | |  |
|                                | Estadísticas Holiday 28 G. Antetokounmpo 10 Middleton 8 | Reporte Pts Reb Asts | Estadísticas 19 Harrell 7 Kuzma 8 Schröder | Pabellón: Staples Center Asistencia: 0 espectadores Árbitros: Tony Brothers Tom Washington Suyash Mehta |  |

| 2 de abril de 2021 Jornada 49 | Los Angeles Lakers                                         | 115–94               | Sacramento Kings                              | Sacramento                                                                                               |  |
|                               | Parciales: 29–27, 36–26, 26–23, 24–18                      |                      |                                               | |  |
|                               | Estadísticas Kuzma 30 Caldwell-Pope, Harrell 10 Schröder 8 | Reporte Pts Reb Asts | Estadísticas 26 Barnes 7 Holmes 5 Barnes, Fox | Pabellón: Golden 1 Center Asistencia: 0 espectadores Árbitros: James Williams Leon Wood Leroy Richardson |  |

| 4 de abril de 2021 Jornada 50 | Los Angeles Lakers                         | 86–104               | Los Angeles Clippers                        | Los Ángeles                                                                                             |  |
|                               | Parciales: 20–27, 18–26, 17–24, 31–27      |                      |                                             | |  |
|                               | Estadísticas Harrell 19 Kuzma 7 Schröder 7 | Reporte Pts Reb Asts | Estadísticas 22 Morris 10 Leonard 8 Leonard | Pabellón: Staples Center Asistencia: 0 espectadores Árbitros: Zach Zarba Michael Smith Justin Van Duyne |  |

| 6 de abril de 2021 Jornada 51 | Los Angeles Lakers                                       | 110–101              | Toronto Raptors                                 | Tampa                                                                                              |  |
|                               | Parciales: 40–28, 28–14, 22–28, 20–31                    |                      |                                                 | |  |
|                               | Estadísticas Horton-Tucker 17 Morris, Gasol 9 Schröder 9 | Reporte Pts Reb Asts | Estadísticas 27 Siakam 8 Boucher, Flynn 4 Flynn | Pabellón: Amalie Arena Asistencia: 0 espectadores Árbitros: Kevin Scott Brian Forte Brandon Schwab |  |

| 8 de abril de 2021 Jornada 52 | Los Angeles Lakers                                    | 104–110              | Miami Heat                                        | Miami |  |
|                               | Parciales: 27–32, 29–22, 24–29, 24–27                 |                      |                                                   | |  |
|                               | Estadísticas Caldwell-Pope 28 Drummond 12 Schröder 14 | Reporte Pts Reb Asts | Estadísticas 28 Butler 7 Butler, Adebayo 5 Butler | Pabellón: American Airlines Arena Asistencia: 0 espectadores Árbitros: Tony Brown Mitchell Ervin Scott Twardoski |  |

| 10 de abril de 2021 Jornada 53 | Los Angeles Lakers                                    | 126–101              | Brooklyn Nets                                   | Nueva York                                                                                                |  |
|                                | Parciales: 33–25, 28–33, 31–19, 34–24                 |                      |                                                 | |  |
|                                | Estadísticas Drummond 20 Drummond 11 Horton-Tucker 11 | Reporte Pts Reb Asts | Estadísticas 22 Durant 7 Durant, Brown 5 Durant | Pabellón: Barclays Center Asistencia: 1 773 espectadores Árbitros: Zach Zarba Tyler Ford Jason Goldenberg |  |

| 12 de abril de 2021 Jornada 54 | Los Angeles Lakers                              | 96–111               | New York Knicks                                   | Nueva York |  |
|                                | Parciales: 28–26, 24–29, 16–26, 28–30           |                      |                                                   | |  |
|                                | Estadísticas Schröder 21 Drummond 10 Schröder 6 | Reporte Pts Reb Asts | Estadísticas 34 Randle 10 Randle, Gibson 4 Randle | Pabellón: Madison Square Garden Asistencia: 1 981 espectadores Árbitros: David Guthrie Brian Forte Leroy Richardson |  |

| 13 de abril de 2021 Jornada 55 | Los Angeles Lakers                                   | 101–93               | Charlotte Hornets                          | Charlotte                                                                                              |  |
|                                | Parciales: 25–22, 27–28, 24–16, 25–27                |                      |                                            | |  |
|                                | Estadísticas Kuzma 24 Drummond 12 Schröder, Caruso 6 | Reporte Pts Reb Asts | Estadísticas 19 Graham 12 Biyombo 6 Graham | Pabellón: Spectrum Center Asistencia: 3 676 espectadores Árbitros: James Capers Leon Wood Bennie Adams |  |

| 15 de abril de 2021 Jornada 56 | Boston Celtics                         | 121–113              | Los Angeles Lakers                                 | Los Ángeles                                                                                         |  |
|                                | Parciales: 31–23, 30–25, 30–31, 30–34  |                      |                                                    | |  |
|                                | Estadísticas Brown 40 Brown 9 Walker 7 | Reporte Pts Reb Asts | Estadísticas 19 Horton-Tucker 8 Harrell 8 Schröder | Pabellón: Staples Center Asistencia: 1 915 espectadores Árbitros: Scott Foster Karl Lane Ray Acosta |  |

| 17 de abril de 2021 Jornada 57 | Utah Jazz                                          | 115–127              | Los Angeles Lakers                            | Los Ángeles                                                                                          |  |
|                                | Parciales: 35–34, 27–31, 20–29, 28–16 (T.E.: 5–17) |                      |                                               | |  |
|                                | Estadísticas Clarkson 27 O'Neale 8 Ingles 14       | Reporte Pts Reb Asts | Estadísticas 27 Drummond 12 Morris 8 Schröder | Pabellón: Staples Center Asistencia: 1 710 espectadores Árbitros: Scott Foster Karl Lane Matt Boland |  |

| 19 de abril de 2021 Jornada 58 | Utah Jazz                                    | 111–97               | Los Angeles Lakers                                  | Los Ángeles                                                                                                |  |
|                                | Parciales: 29–23, 23–19, 33–23, 26–32        |                      |                                                     | |  |
|                                | Estadísticas Clarkson 22 Gobert 10 Conley 10 | Reporte Pts Reb Asts | Estadísticas 24 Horton-Tucker 8 Drummond 6 Schröder | Pabellón: Staples Center Asistencia: 1 709 espectadores Árbitros: Ed Malloy Gediminas Petraitis Ray Acosta |  |

| 22 de abril de 2021 Jornada 59 | Los Angeles Lakers                                    | 110–115              | Dallas Mavericks                         | Dallas |  |
|                                | Parciales: 26–31, 25–31, 39–32, 20–21                 |                      |                                          | |  |
|                                | Estadísticas Caldwell-Pope 29 Drummond 19 Schröder 13 | Reporte Pts Reb Asts | Estadísticas 30 Dončić 9 Dončić 8 Dončić | Pabellón: American Airlines Center Asistencia: 4 443 espectadores Árbitros: Ken Mauer Derrick Collins Derek Richardson |  |

| 24 de abril de 2021 Jornada 60 | Los Angeles Lakers                               | 93–108               | Dallas Mavericks                           | Dallas |  |
|                                | Parciales: 26–23, 32–23, 21–33, 14–29            |                      |                                            | |  |
|                                | Estadísticas McLemore 20 Drummond 12 Schröder 10 | Reporte Pts Reb Asts | Estadísticas 25 Powell 10 Kleber 13 Dončić | Pabellón: American Airlines Center Asistencia: 4 561 espectadores Árbitros: John Goble Ben Taylor JB DeRosa |  |

| 26 de abril de 2021 Jornada 61 | Los Angeles Lakers                               | 114–103              | Orlando Magic                            | Orlando                                                                                               |  |
|                                | Parciales: 28–16, 22–40, 29–24, 35–23            |                      |                                          | |  |
|                                | Estadísticas Schröder 21 Drummond 11 Schröder 10 | Reporte Pts Reb Asts | Estadísticas 18 Okeke 8 Carter 7 Anthony | Pabellón: Amway Center Asistencia: 4 099 espectadores Árbitros: Marc Davis Natalie Sago Robert Hussey |  |

| 28 de abril de 2021 Jornada 62 | Los Angeles Lakers                                  | 107–116              | Washington Wizards                             | Washington D. C.                                                                                      |  |
|                                | Parciales: 35–31, 20–30, 22–29, 30–26               |                      |                                                | |  |
|                                | Estadísticas Davis 26 Drummond 11 Kuzma, Schröder 8 | Reporte Pts Reb Asts | Estadísticas 27 Beal 18 Westbrook 14 Westbrook | Pabellón: Capital One Arena Asistencia: 2 133 espectadores Árbitros: Pat Fraher Scott Wall Matt Myers |  |

| 30 de abril de 2021 Jornada 63 | Sacramento Kings                                  | 110–106              | Los Angeles Lakers                               | Los Ángeles                                                                                             |  |
|                                | Parciales: 30–23, 25–33, 23–32, 32–18             |                      |                                                  | |  |
|                                | Estadísticas Haliburton 23 Holmes 9 Haliburton 10 | Reporte Pts Reb Asts | Estadísticas 22 Davis 11 Davis 7 James, Schröder | Pabellón: Staples Center Asistencia: 2 691 espectadores Árbitros: Josh Tiven Derrick Collins Nate Green |  |

| 2 de mayo de 2021 Jornada 64 | Toronto Raptors                           | 121–114              | Los Angeles Lakers                                       | Los Ángeles                                                                                                   |  |
|                              | Parciales: 32–38, 40–21, 27–25, 22–30     |                      |                                                          | |  |
|                              | Estadísticas Siakam 39 Siakam 13 Lowry 11 | Reporte Pts Reb Asts | Estadísticas 24 Kuzma 11 Drummond 7 Davis, Horton-Tucker | Pabellón: Staples Center Asistencia: 2 053 espectadores Árbitros: Zach Zarba Derrick Collins Jason Goldenberg |  |

| 3 de mayo de 2021 Jornada 65 | Denver Nuggets                           | 89–93                | Los Angeles Lakers                                                                  | Los Ángeles                                                                                               |  |
|                              | Parciales: 24–20, 18–25, 23–25, 24–23    |                      |                                                                                     | |  |
|                              | Estadísticas Jokić 32 Jokić 9 Campazzo 8 | Reporte Pts Reb Asts | Estadísticas 25 Davis 7 Davis, Caldwell-Pope, Gasol 3 Caruso, Horton-Tucker, Morris | Pabellón: Staples Center Asistencia: 2 454 espectadores Árbitros: Zach Zarba Mark Ayotte Jason Goldenberg |  |

| 6 de mayo de 2021 Jornada 66 | Los Angeles Lakers                                 | 94–118               | Los Angeles Clippers                              | Los Ángeles                                                                                                   |  |
|                              | Parciales: 20–29, 22–36, 29–27, 23–26              |                      |                                                   | |  |
|                              | Estadísticas Kuzma 25 Drummond, Harrell 6 Caruso 7 | Reporte Pts Reb Asts | Estadísticas 24 George 8 Leonard, Zubac 6 Leonard | Pabellón: Staples Center Asistencia: 3 275 espectadores Árbitros: James Capers Mark Lindsay Jonathan Sterling |  |

| 7 de mayo de 2021 Jornada 67 | Los Angeles Lakers                                    | 101–106              | Portland Trail Blazers                      | Portland                                                                                       |  |
|                              | Parciales: 22–34, 33–25, 23–23, 23–24                 |                      |                                             |                                                                                                |  |
|                              | Estadísticas Davis 36 Davis 12 Davis, Caldwell-Pope 5 | Reporte Pts Reb Asts | Estadísticas 38 Lillard 13 Nurkić 7 Lillard | Pabellón: Moda Center Asistencia: 0 espectadores Árbitros: Rodney Mott Curtis Blair Ray Acosta |  |

| 9 de mayo de 2021 Jornada 68 | Phoenix Suns                                            | 110–123              | Los Angeles Lakers                      | Los Ángeles                                                                                          |  |
|                              | Parciales: 19–30, 28–29, 30–39, 33–25                   |                      |                                         | |  |
|                              | Estadísticas Payne 24 Ayton, Booker, Kaminsky 6 Paul 10 | Reporte Pts Reb Asts | Estadísticas 42 Davis 12 Davis 8 Caruso | Pabellón: Staples Center Asistencia: 3 144 espectadores Árbitros: Pat Fraher Tyler Ford Natalie Sago |  |

| 11 de mayo de 2021 Jornada 69 | New York Knicks                                    | 99–101               | Los Angeles Lakers                                 | Los Ángeles                                                                                              |  |
|                               | Parciales: 25–24, 31–31, 20–18, 15–18 (T.E.: 8–10) |                      |                                                    | |  |
|                               | Estadísticas Randle 31 Randle 8 Rose 6             | Reporte Pts Reb Asts | Estadísticas 23 Kuzma 18 Drummond 10 Horton-Tucker | Pabellón: Staples Center Asistencia: 3 550 espectadores Árbitros: Courtney Kirkland Leon Wood Eric Dalen |  |

| 12 de mayo de 2021 Jornada 70 | Houston Rockets                                    | 122–124              | Los Angeles Lakers                                                | Los Ángeles                                                                                          |  |
|                               | Parciales: 26–34, 27–25, 43–41, 26–24              |                      |                                                                   | |  |
|                               | Estadísticas Olynyk, Brooks 24 Martin 10 Thomas 11 | Reporte Pts Reb Asts | Estadísticas 23 Horton-Tucker 10 Drummond, Kuzma 10 Horton-Tucker | Pabellón: Staples Center Asistencia: 4 087 espectadores Árbitros: John Goble Curtis Blair Eric Dalen |  |

| 15 de mayo de 2021 Jornada 71 | Los Angeles Lakers                        | 122–115              | Indiana Pacers                             | Indianápolis |  |
|                               | Parciales: 36–28, 28–28, 32–32, 26–27     |                      |                                            | |  |
|                               | Estadísticas Davis 28 Drummond 15 James 8 | Reporte Pts Reb Asts | Estadísticas 28 LeVert 7 Bitadze 12 LeVert | Pabellón: Bankers Life Fieldhouse Asistencia: 0 espectadores Árbitros: Sean Corbin Gediminas Petraitis Dedric Taylor |  |

| 16 de mayo de 2021 Jornada 72 | Los Angeles Lakers                                       | 110–98               | New Orleans Pelicans                                  | Nueva Orleans |  |
|                               | Parciales: 36–28, 27–31, 28–17, 19–22                    |                      |                                                       | |  |
|                               | Estadísticas James 25 Drummond 13 James, Caldwell-Pope 6 | Reporte Pts Reb Asts | Estadísticas 19 Hernangómez 13 Hernangómez 7 Marshall | Pabellón: Smoothie King Center Asistencia: 3 700 espectadores Árbitros: Scott Foster Derrick Collins Mousa Dagher |  |

#### Play-In
| 19 de mayo de 2021 Partido 1 | Golden State Warriors                   | 100–103              | Los Angeles Lakers                      | Los Ángeles |  |
|                              | Parciales: 28–22, 27–20, 24–35, 21–26   |                      |                                         | |  |
|                              | Estadísticas Curry 37 Looney 13 Green 8 | Reporte Pts Reb Asts | Estadísticas 25 Davis 12 Davis 10 James | Pabellón: Staples Center Asistencia: 6 022 espectadores Árbitros: John Goble Josh Tiven Tre Maddox Brian Forte |  |

#### Playoffs

##### Primera ronda
| 23 de mayo de 2021 Partido 1 | Los Angeles Lakers                        | 90–99                | Phoenix Suns                                   | Phoenix |  |
|                              | Parciales: 25–32, 20–21, 23–28, 22–18     |                      |                                                | |  |
|                              | Estadísticas James 18 Drummond 9 James 10 | Reporte Pts Reb Asts | Estadísticas 34 Booker 16 Ayton 8 Booker, Paul | Pabellón: Phoenix Suns Arena Asistencia: 11 824 espectadores Árbitros: Kane Fitzgerald Bill Kennedy Rodney Mott Mitchell Ervin |  |

| 25 de mayo de 2021 Partido 2 | Los Angeles Lakers                        | 109–102              | Phoenix Suns                            | Phoenix |  |
|                              | Parciales: 30–24, 23–23, 26–25, 30–30     |                      |                                         | |  |
|                              | Estadísticas Davis 34 Drummond 12 James 9 | Reporte Pts Reb Asts | Estadísticas 31 Booker 10 Ayton 7 Payne | Pabellón: Phoenix Suns Arena Asistencia: 11 919 espectadores Árbitros: Zach Zarba Tre Maddox Brian Forte Mitchell Ervin |  |

| 27 de mayo de 2021 Partido 3 | Phoenix Suns                                         | 95–109               | Los Angeles Lakers                               | Los Ángeles                                                                                            |  |
|                              | Parciales: 28–27, 12–16, 23–33, 32–33                |                      |                                                  | |  |
|                              | Estadísticas Ayton 22 Ayton 11 Booker, Paul, Payne 6 | Reporte Pts Reb Asts | Estadísticas 34 Davis 11 Davis, Drummond 9 James | Pabellón: Staples Center Asistencia: 7 825 espectadores Árbitros: Scott Foster Sean Wright Sean Corbin |  |

| 30 de mayo de 2021 Partido 4 | Phoenix Suns                          | 100–92               | Los Angeles Lakers                     | Los Ángeles |  |
|                              | Parciales: 23–24, 31–26, 27–15, 19–27 |                      |                                        | |  |
|                              | Estadísticas Paul 18 Ayton 17 Paul 9  | Reporte Pts Reb Asts | Estadísticas 25 James 12 James 6 James | Pabellón: Staples Center Asistencia: 8 025 espectadores Árbitros: Marc Davis Tony Brothers Brent Barnaky JB DeRosa |  |

| 1 de junio de 2021 Partido 5 | Los Angeles Lakers                        | 85–115               | Phoenix Suns                                         | Phoenix |  |
|                              | Parciales: 23–24, 31–26, 27–15, 19–27     |                      |                                                      | |  |
|                              | Estadísticas James 24 Drummond 13 James 7 | Reporte Pts Reb Asts | Estadísticas 30 Booker 7 Ayton, Booker, Craig 6 Paul | Pabellón: Phoenix Suns Arena Asistencia: 16 163 espectadores Árbitros: James Capers Ken Mauer Curtis Blair Karl Lane |  |

| 3 de junio de 2021 Partido 6 | Phoenix Suns                             | 113–100              | Los Angeles Lakers                           | Los Ángeles                                                                                               |  |
|                              | Parciales: 36–14, 26–27, 27–35, 24–24    |                      |                                              | |  |
|                              | Estadísticas Booker 47 Booker 11 Paul 12 | Reporte Pts Reb Asts | Estadísticas 29 James 9 James 7 James, Gasol | Pabellón: Staples Center Asistencia: 8 550 espectadores Árbitros: David Guthrie Ben Taylor Tom Washington |  |

## Jugadores

### Derechos internacionales
Los Angeles Lakers tienen los derechos internacionales sobre los siguientes jugadores.
| Draft | Ronda | Puesto | Jugador         | Pos. | Nacionalidad | Equipo actual                      | Nota(s) | Ref   |
| ----- | ----- | ------ | --------------- | ---- | ------------ | ---------------------------------- | ------- | ----- |
| 2009  | 2     | 59     | Chinemelu Elonu | AP   | Nigeria      | Capitanes de Arecibo (Puerto Rico) |         | [ 1 ] |
| 2007  | 2     | 54     | Brad Newley     | E    | Australia    | Sydney Kings (Australia)           |         | [ 2 ] |